# 文字の獄
文字の獄（もんじのごく）とは、古代中国における言論弾圧に対する呼称。
文書に書いた文字や内容が皇帝や体制を婉曲に批判しているとして、当該文書を作成した者を罰することだが、実際には無実であることも少なくなかった。

## 概要
中国の歴代王朝では文書の作成に漢文を用いることが殆どである。漢文を構成する漢字は表意文字であるため、同音異義字などを使用して隠れた意味を持たせた文章を作成することができる。古来このような漢字の特性を生かして、実際に予言や体制批判などがなされ、利用されてきた。そのため、為政者にとって不満分子を摘発するのにはまず文書を読みその意味を探るのが第一となる。しかし、疑いをかけるあまり書き手が意図しない意味を取り上げ、弾劾するという「揚げ足取り」のようなことがしばしば起きた。これを恐れと批判を込めて「文字の獄」という。

## 文字の獄の実例

### 明
文字の獄が顕著だったのは明のはじめである。1368年に明朝が樹立されると、洪武帝は建国の功臣の粛清を始めた。卑賤の出であることについて劣等感を抱いていた洪武帝は、ことに文人たちに猜疑心を持った。そのため、多くの官僚が文書で「皇帝を謗っている」として処罰された。また中国では春節に戸口に貼られる倒福の起源も洪武帝の時の文字の獄である（詳細は「倒福」を参照）。
- 例
  - 「天に道あり」←「道」は「盗」と同音である。皇帝を「盗人」と謗っている。
  - 「光天の下、天は聖人を生じ、世の為に則を作す」←「光」とは「坊主」を指し、皇帝（洪武帝）が僧侶だった経歴を謗っている。また「則」は「賊」と同音である。皇帝を「賊」だと謗っている。

### 清
清では康熙帝からはじまり、その子の雍正帝による文字の獄が有名である。反満反清的記述をした者には極刑が処せられるなど酸鼻を極めた。孫の乾隆帝の代にも見られた。
- 「維民所止」

科挙の出題に『詩経』から「維民所止」というものが出された。これは「雍正」という二文字の頭である「亠」と「一」を取り払っている上に、「民所」の字で分断している、即ち雍正帝を呪っているとされ、関係者が処罰された。